# Hermanniella clavigera
Hermanniella clavigera är en kvalsterart som beskrevs av Berlese 1908. Hermanniella clavigera ingår i släktet Hermanniella och familjen Hermanniellidae. Inga underarter finns listade i Catalogue of Life.